# Scolopsis ciliata
Scolopsis ciliata là một loài cá biển thuộc chi Scolopsis trong họ Cá lượng. Loài cá này được mô tả lần đầu tiên vào năm 1828.

## Từ nguyên
Từ định danh ciliata trong tiếng Latinh nghĩa là "có lông mao", do loài này được mô tả là có vảy nhỏ như lông.

## Phân bố và môi trường sống
Từ biển Andaman (ngoài khơi Myanmar và Andaman và Nicobar), S. ciliata có phân bố trải dài về phía đông đến quần đảo Caroline và quần đảo Solomon, xa về phía nam đến Vanuatu và Nouvelle-Calédonie, ngược lên phía bắc đến quần đảo Ryukyu (Nhật Bản).
Ở Việt Nam, S. ciliata được ghi nhận tại bờ biển Bắc Hải Vân (Thừa Thiên Huế), cù lao Chàm (Quảng Nam), Ninh Thuận, vịnh Nha Trang và quần đảo Trường Sa (Khánh Hòa).
S. ciliata sống trên nền đáy phù sa, gần rạn san hô và trong đầm phá, cũng như gần rừng ngập mặn, độ sâu đến khoảng 30 m.

## Mô tả
Chiều dài cơ thể lớn nhất được ghi nhận ở C. ciliata là 25 cm. Cơ thể màu trắng xám, thân trên phớt màu ô liu. Có một sọc trắng bạc ở lưng, bên dưới vây lưng. Một hàng đốm vàng kim dọc hai bên lườn, từ sau vây ngực dài đến cuống đuôi. Rìa trên và dưới của vây đuôi có màu đỏ.
Số gai vây lưng: 10; Số tia vây lưng: 8–9; Số gai vây hậu môn: 3; Số tia vây hậu môn: 7–8; Số gai vây bụng: 1; Số tia vây bụng: 5.

## Sinh thái
S. ciliata ăn các loài thủy sinh không xương sống tầng đáy và cá nhỏ hơn. Chúng thường sống thành từng nhóm nhỏ.

## Phân loại học
Những nghiên cứu vào năm 2019 cho thấy, S. ciliata có quan hệ chị em với Scolopsis vosmeri. Tuy nhiên, có đến 3 loài cùng tồn tại dưới danh pháp S. vosmeri khi Russell và cộng sự chỉ ra vào năm 2022, nên không rõ là S. ciliata có quan hệ thực sự với loài nào.

## Sử dụng
S. ciliata thương thấy với số lượng nhỏ trong các chợ cá địa phương.